# Султан Селимова џамија
Султан Селимова џамија се налази у Кнежини код Сокоца. Настала је у вријеме владавине султана Селима I или Селима II. Џамија је првобитно била црква, коју су турски освајачи претворили у џамију. На цркви је порушен само звоник до око два метра изнад земље. На правоугаоној основи остатка звоника саграђена је осмоугаони минарет. У минарету се улази из џамије са галерије високе око два метра, што је јединствен изузетак код џамија.
Године 1951. одлуком тадашњег завода за заштиту споменика културе Народне Републике БиХ, проглашена је спомеником културе и стављена под заштиту државе.

## Изглед објекта
Зидови су грађени од масивног тесаног камена дебљине 105-111 центиметара. Мунара је уз десни спољни зид објекта, висине 20 метара и спада у више у БиХ. Унутрашност џамије је освијетљена са 26 прозора постављених у четири хоризонтална појаса, са демирима од кованог гвожђа. Први имам у џамији Селимија доведен је са војском из Анадолије из Турске, па његови потомци носе презиме Имамовић. Алем, вјерски симбол који се поставља на врх џамије стар 500 година, сачуван је и стављен на обновљену куполу Султан Селимове џамије. Царева џамија, како су је још звали, сачувала је првобитне декорације и левхе у своме ентеријеру. Импресивну збирку чинило је осам покретних левхи из 18. и 19. вијека исписаних тинтом на пергаменту од којих су неке илуминиране бојеним украсима и течним златом, те двадесетак левхи урађених на зидовима у фреско-техници, које су највјероватније потицале из 1788. године, када је џамија обнављана.
Царева је џамија имала и своју књижницу са више десетина рукописних дјела на српском, арапском, турском и персијском језику насталих у времену од 17. до 19. вијека. Вријеме намаза овдје се мјерило великим зидним сатом са клатном, старим више од стољећа и по, а саму џамију красила је завидна збирка од 50 ћилима и 30 серџада, једна од највреднијих у БиХ.

## Степен заштите
- Рјешењем Земаљског завода за заштиту споменика културе и природних ријеткости НР Босне и Херцеговине у Сарајеву бр. 201/51 из 1951. године џамија Селимија стављена је под заштиту државе.
- Рјешењем Завода за заштиту споменика културе НР БиХ бр. 02-883-3 из 1962. објекат је уписан у регистар непокретних споменика културе. У Просторном плану Републике БиХ до 2002. џамија је уведена као споменик II категорије.
- Комисија за очување националних споменика БиХ, 2004. године донијела је Одлуку да се мјесто и остаци историјске грађевине Селимије прогласе националним спомеником Босне и Херцеговине.

Након првих активности у априлу 2004. године, пронађени су сви уклоњени фрагменти срушеног
објекта, па је џамија у потпуности обновљена од истог материјала и свечано отворена 4.
септембра 2011. године.